# Liste der Monuments historiques in Les Rairies
Die Liste der Monuments historiques in Les Rairies führt die Monuments historiques in der französischen Gemeinde Les Rairies auf.

## Liste der Bauwerke
| Bezeichnung      | Beschreibung                       | Standort | Kennzeichnung | Schutzstatus | Datum | Bild           |
| ---------------- | ---------------------------------- | -------- | ------------- | ------------ | ----- | -------------- |
| Ziegelei Le Croc | Erbaut Anfang des 19. Jahrhunderts | (Lage)   | PA00135551    | Inscrit      | 1955  | weitere Bilder |